# Cedro de São João
Cedro de São João es un municipio brasileño del estado de Sergipe. El municipio es el mayor productor de carne-de-sol del estado y se destaca por sus artesanías de punto de cruz. 

## Geografía

### Aspectos Generales
El municipio posee temperaturas medias anuales de 26,0 °C, con precipitación media de lluvias de 800 mm/año, más acentuado en los períodos de marzo a agosto (otoño - invierno). 

### Hidrografía
- El municipio está totalmente insertado en la cuenca hidrográfica del río São Francisco[2]
- Áreas inundables: del Cedro, del Saco, del Coxo
- Lagunas: Salomé, del Algodón
- Arroyos: Jacaré, Bajo del Enredadera, del Buri, Candinha